# Camisano Vicentino
Camisano Vicentino település Olaszországban, Veneto régióban, Vicenza megyében. Lakosainak száma 11 124 fő (2023. január 1.). Camisano Vicentino Campodoro, Gazzo, Grisignano di Zocco, Grumolo delle Abbadesse és Piazzola sul Brenta községekkel határos.

## Népesség
A település népességének változása:
| Lakosok száma | 11 184 | 11 248 | 11 124 |
|               | 2017   | 2018   | 2023   |